# Hammam Lif
Hammam Lif (in arabo حمام الأنف‎?, Hammam al-Anf) è una città di 38 401 abitanti della Tunisia situata 16 km a sud di Tunisi, nel governatorato di Ben Arous.
Il suo nome deriva dalla presenza di due fonti termali del fiume Jebel Boukornine (in arabo حمام‎?, ḥammām vuol dire "bagno"), fonti note sin dall'epoca romana, durante la quale questo sobborgo della capitale tunisina era noto come Aquæ Persianæ, toponimo latino che aveva affiancato, per poi soppiantarlo nel tempo, il nome d'origine punica Naro.
Dopo l'invasione araba venne chiamata Hammām el Jazira, dipoi Hammām Lanf, da cui il nome odierno.
Gli scavi archeologici condotti dai francesi nel primo dopoguerra sulle parti non urbanizzate del sito antico, per gran parte saccheggiato in epoca araba e ricoperto con l'abitato attuale, hanno riportato alla luce una basilica cristiana dotata di battistero ed una sinagoga d'epoca tarda (fine del III° sec.-inizi del IV° sec.), testimonianza che attesta la presenza di una comunità giudaica.

## Sport
La città ha una squadra di calcio il Club Sportif de Hammam-Lif che gioca in ligue II la seconda divisione tunisina

## Amministrazione

### Gemellaggi
È gemellato con:
- Salsomaggiore Terme